# El Soler (Calders)
El Soler és una masia del terme de Calders, al Moianès. Pertanyia a la parròquia rural de Sant Pere de Viladecavalls.
Està situada a 353 metres d'altitud, al sector occidental de l'antiga parròquia rural, a ponent de l'antiga església de Sant Pere de Viladecavalls i del Llucià.